# Marie de Châtillon (comtesse de Vendôme)
Pour les articles homonymes, voir Marie de Châtillon et Châtillon.
Marie de Châtillon est la fille de Guy II de Châtillon et d'Alix de Dreux.
Elle épousa Renaud, comte de Dammartin, puis Robert de Vieuxpont, seigneur de Courville, et enfin Jean III l'Ecclésiatique († 1217) comte de Vendôme, mais n'eut d'enfant que de la seconde union.